# Verbrande Brug (gehucht)

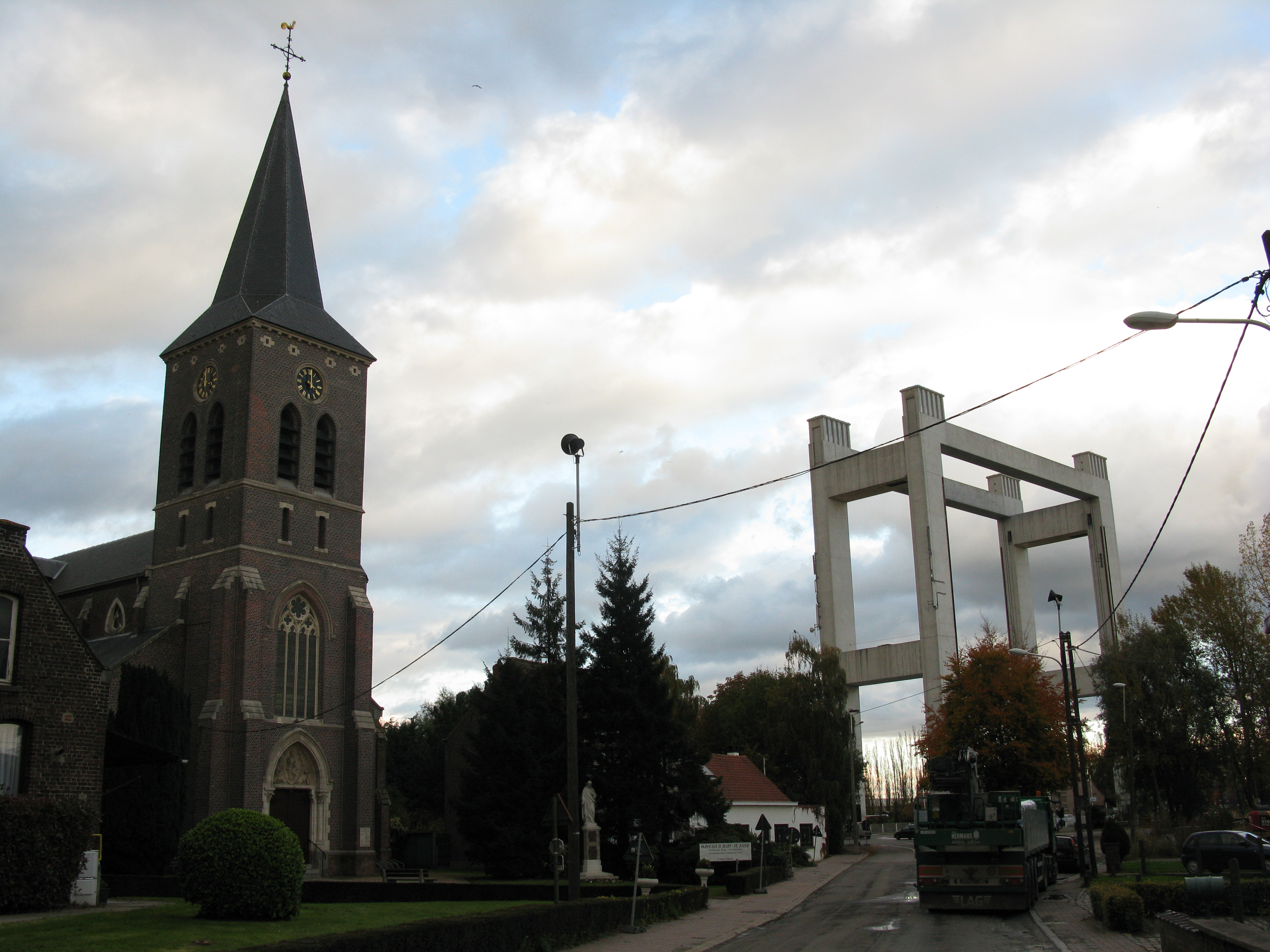
Heilig-Hartkerk en brug

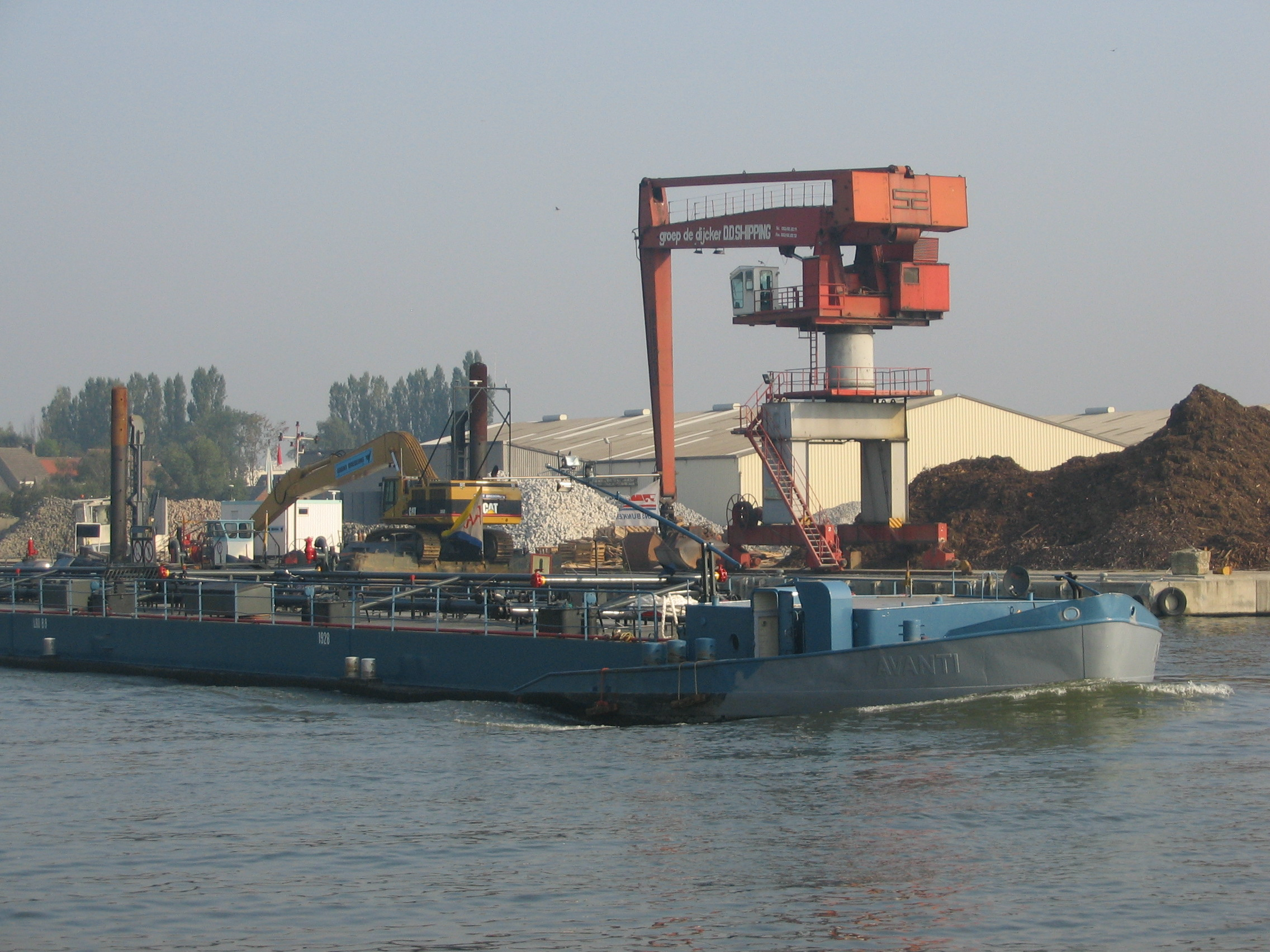
Laadkaai langs het Zeekanaal Brussel-Schelde

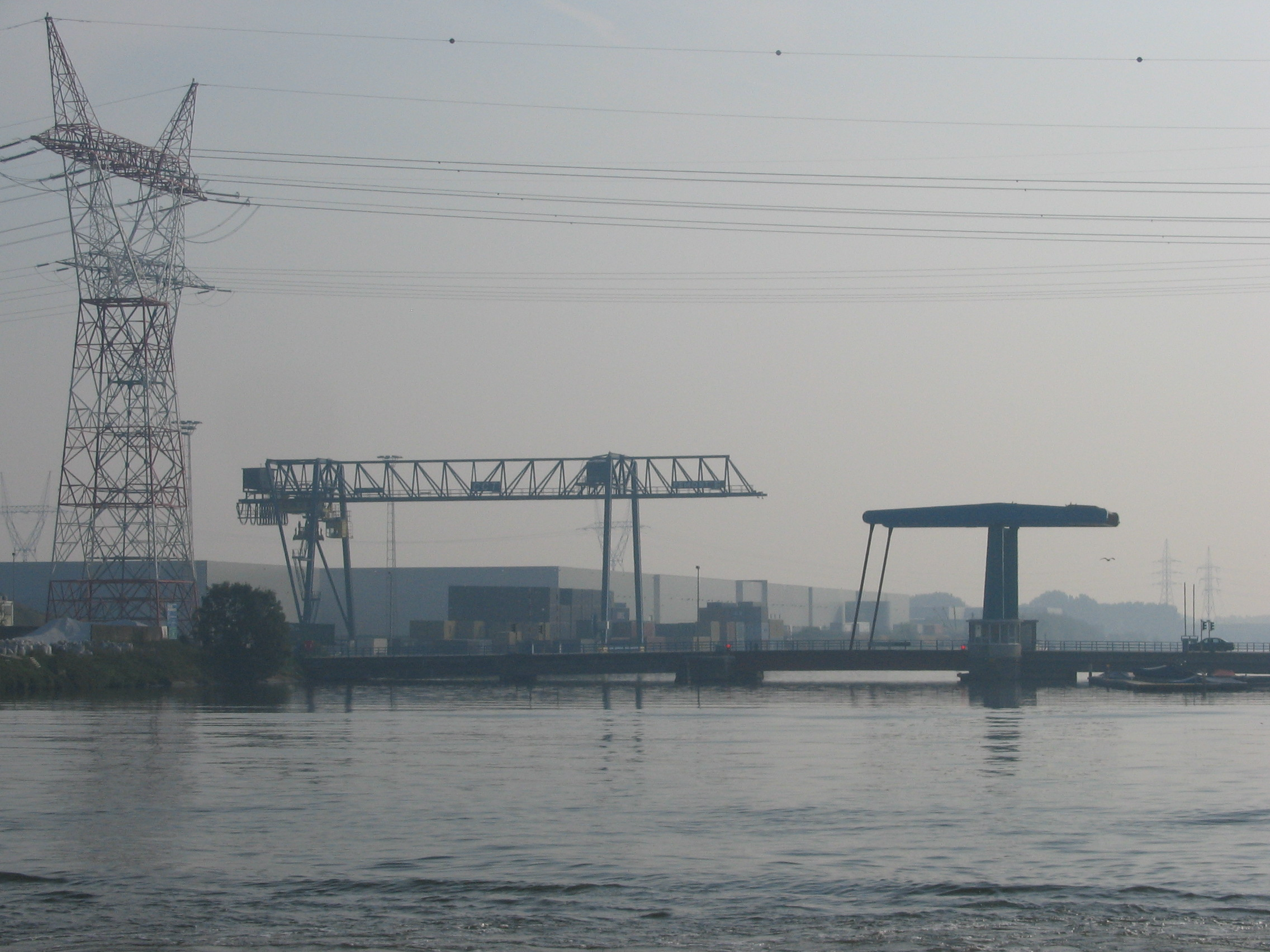
Containerterminal Cargovil bij het insteekdok op het Zeekanaal Brussel-Schelde

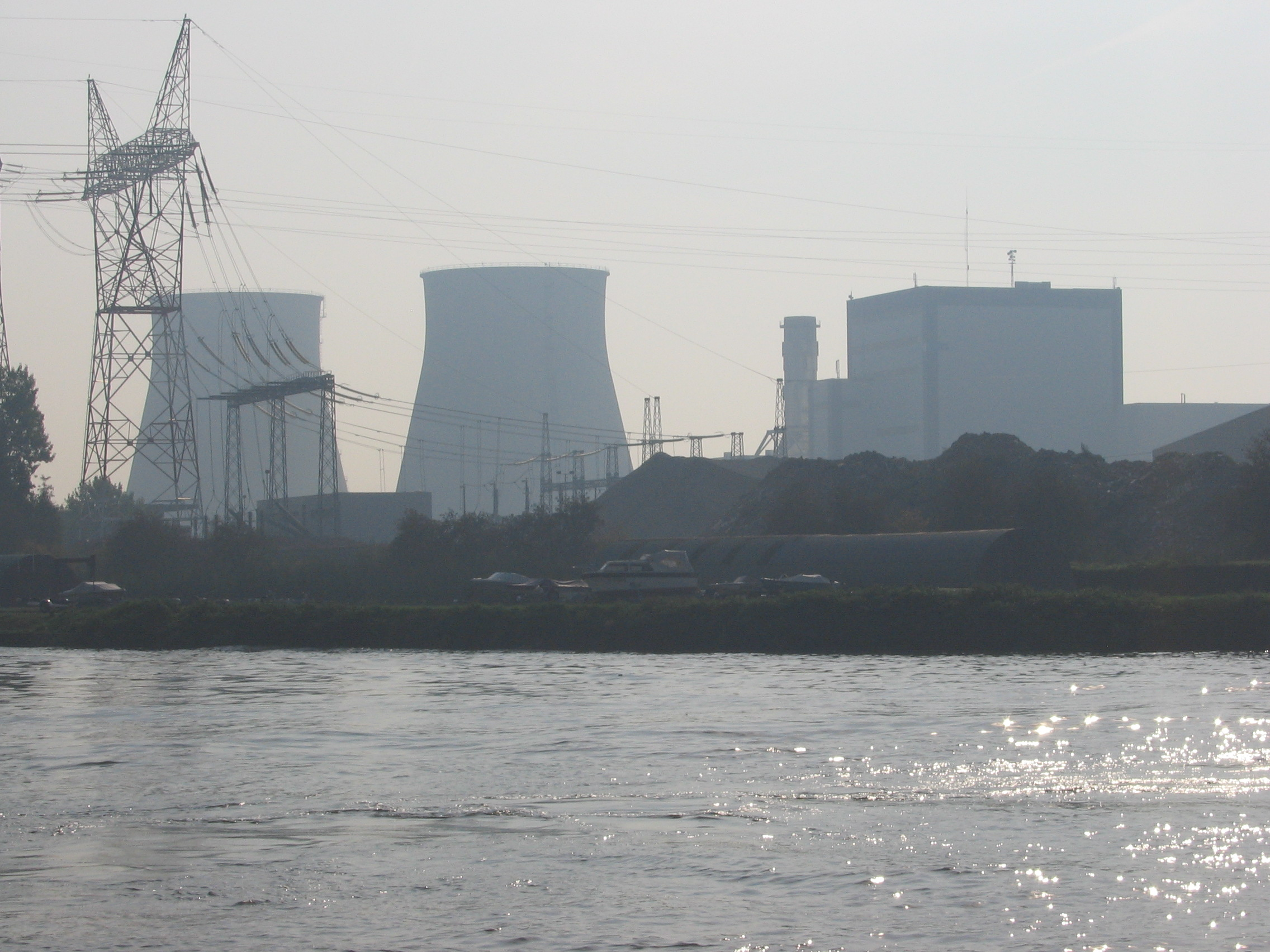
Elektriciteitscentrale Vilvoorde

Verbrande Brug of Heienbeek is een gehucht en wijk in de gemeente Grimbergen, in de Belgische provincie Vlaams-Brabant. De plaats ligt tussen Grimbergen, Zemst en Vilvoorde langs het Zeekanaal Brussel-Schelde rond de gelijknamige brug. Het is een van de meer industriële delen van de gemeente en men vindt hier dan ook vooral arbeiderswoningen. De neogotische parochiekerk aan de Verbrande Brugsesteenweg is toegewijd aan het Heilig Hart en dateert van 1887 naar een ontwerp van provinciaal architect Gustave Hansotte.

## Ontstaan
De wijk ontstond rond de in de 16e eeuw gebouwde brug en werd door de eeuwen heen vooral bevolkt door arbeiders van de verschillende fabrieken uit de kanaalzone en Vilvoorde. De oprichting van de Heilig Hartparochie in 1873 was een rechtstreeks gevolg van de toenemende industrialisering langs het kanaal van Willebroek.

## Benaming
De Verbrande Brug dankt zijn benaming aan het feit dat kort na de bouw van de brug de Spanjaarden die in Vilvoorde gelegerd waren in 1577 de brug in brand staken om te verhinderen dat de Geuzen hen langs die weg konden aanvallen.

## Geschiedenis
1577De brug over de vaart bij het gehucht wordt kort na haar bouw door de Spanjaarden in brand gestoken, wat meteen de naam van de brug en het gehucht verklaart.
1873Heienbeek, thans bekend als 'Verbrande Brug' wordt de autonome parochie Heilig Hart.
1914Verbrande brug is het strijdtoneel bij een poging tot tegenaanval van het Belgische leger tegenover de Duitse invasie. Het is korporaal Léon Trésignies die door zijn actie de brug en de oevers terug wil laten heroveren op de Duitsers.
1975Heel het dorp staat in rep en roer want er wordt een film gedraaid in het dorp met als titel Verbrande Brug. De film, van regisseur Guido Henderickx, met in de hoofdrol Jan Decleir, belicht het leven in een arbeiderswijk zoals Verbrande Brug er nu één is.

## Industrie
Nadat in 1914 het kasteel van graaf Cornet van Peissant op de oostelijke oever te Verbrande Brug afbrandde, werd er in 1927 op de plaats van het kasteel een grote cokesfabriek gebouwd: 'Les Cokeries du Brabant'. Tot halfweg de jaren zeventig zou het uitzicht van het gehucht vooral bepaald door deze fabriek, waarvan de "waakvlam" 's nachts kilometers ver te zien was. Na de sluiting in 1974, kwamen een olieopslagplaats en een betonbedrijf in de plaats. Later kwamen het logistieke bedrijf SBT (later Danzas , dan DHL, en momenteel Caterpillar GD1) op deze site en recent de vlakbijgelegen Cargovil bedrijvenzone opengesteld.

### Ontsluiting industrieterreinen
De ontsluiting van de industrie op de westoever vormt de inzet van een conflict tussen de gemeenten Grimbergen en Vilvoorde. In een poging de verkeersstroom uit het woongebied weg te houden, werd het gebruik van de kanaalbrug voor vrachtwagens tijdelijk verboden door de gemeente Grimbergen. Hierdoor moeten alle vrachtwagens echter langs de westelijke vaartdijk langs de Vilvoordse wijken Kassei en Lenterik, waar de stad Vilvoorde wil inzetten op rustig wonen aan het water. Ondertussen wordt gedacht aan een nieuwe brug in het verlengde van de Woluwelaan. Deze zou het extra verkeer kunnen opvangen en buiten de bebouwde kom houden. De brug zou bovendien voldoende hoog gebouwd worden om de binnenscheepvaart vrije vaart te laten en wachttijden voor het wegtransport te voorkomen. Als oplossing op korte termijn werd een zuidelijke omleidingsweg rond het gehucht aangelegd. Deze weg, de Industrieweg, werd opengesteld voor het verkeer in januari 2011.
Behalve door de verkeersdruk werd de buurt in de eerste jaren van de 21e eeuw (rond 2002) ook een aantal keren geplaagd door geurhinder afkomstig van het toen nieuwe bedrijf "VLAR Compost" op de westelijke kanaaloever, dat jaarlijks zowat 60.000 ton gft-afval verwerkt tot compost. Na het installeren van extra installaties is dit probleem grotendeels bedwongen.

## Uitdoven bewoning oostzijde kanaal
Sinds 2003 heeft Waterwegen en Zeekanaal (de beheerder van het kanaal, de brug en vaartdijken), in samenwerking met de gemeente Grimbergen, een "uitdoofscenario" voor de huizen langs het Korporaal Trésigniesplein (en de aanpalende Eppegemsesteenweg en Broekstraat). De huizen worden opgekocht en vervolgens gesloopt, om op termijn plaats te maken voor een bredere doorgang voor vrachtverkeer en een uitbreiding van de industrie. In 2016 werd het Café Trésignies afgebroken. In 2015 werd het Korporaal Trésigniesplein al heraangelegd. Wanneer alle huizen zijn afgebroken, zal de herinrichting van de hele zone in functie van de industrie worden bekeken.

## Kerk
- Heilig-Hartkerk

## Pastoors van de Verbrande Brug
- N. De Vos (1873 - 1885)
- A. Soeten (1885 - 1900)
- C. Walraevens (1900 - 1904)
- G. Andries (1904 - 1908)
- Dominicus Joannes Wouters (1908 - 1914)[4]
- G. Van de Keybus (1914 - 1939)
- P. Verhoeven (1939 - 1956)
- C. Van Hoogstraten (1957 - 1959)
- A. De Brie (1959 - 1975)
- W. Durieux (1975 - 1980)
- G. Van den Eeden (1980 - 1993)
- Camille Stallaert (1993 - 1995)
- Karel Stautemas (1995 - 2001)
- Jean-Marie D'Hollander (2001 - 2009)
- Johan Goossens (2009 - …)

## Nabijgelegen kernen
Vilvoorde, Grimbergen, Humbeek, Eppegem
Deelgemeenten: Beigem · Grimbergen · Humbeek · Strombeek-Bever

Overige dorpen en gehuchten: Bever · Borgt · Molenveld · Mutsaard · Strombeek · Verbrande Brug

Belgische gemeenten · Arrondissement Halle-Vilvoorde · Vlaams-Brabant · Vlaanderen